# Station Szydłowiec
 Szydłowiec  is een spoorwegstation in de Poolse plaats Sadek.